# Zbór Kościoła Zielonoświątkowego w Gdańsku
Zbór „Radość” Kościoła Zielonoświątkowego w Gdańsku – pierwszy z trzech zborów Kościoła Zielonoświątkowego znajdujących się w Gdańsku, spotykający się przy ulicy Mennonitów oraz w Ergo Arenie (wejście B3). Należy do okręgu pomorskiego Kościoła Zielonoświątkowego w RP. Liczy około 400 wiernych i jest jednym z większych zborów Kościoła Zielonoświątkowego w Polsce. Siedziba zboru mieści się w dawnym kościele mennonickim. Budynek w którym mieści się zbór jest wpisany do rejestru zabytków pod nr rej.: A-773 z 15.10.1973

## Zbór

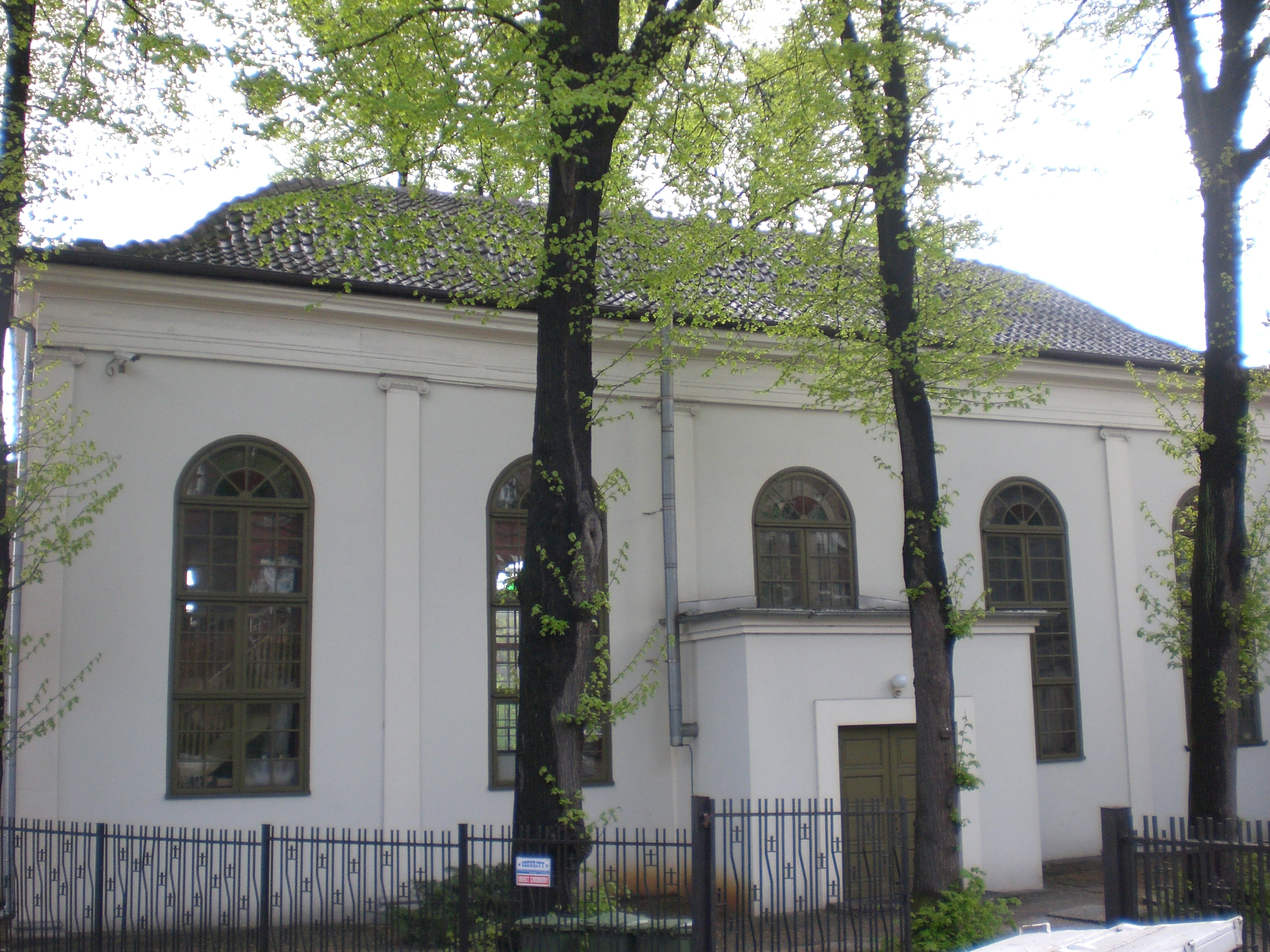
Siedziba zboru w Gdańsku

Siedziba zboru znajduje się w XIX-wiecznym (zbudowanym 1818–1819) zespole mennonickim, składającym się z kaplicy i plebanii, położonym nieopodal historycznego Śródmieścia, skrzyżowania drogi krajowej nr 91 i drogi wojewódzkiej nr 501, tuż przy stacji SKM Gdańsk Śródmieście. W czasie II wojny światowej obiekt został zdewastowany i w takim stanie przekazany przez władze polskie Kościołowi. Pierwsze nabożeństwo odbyło się tam 29 czerwca 1958 roku. Wcześniej zbór spotykał się przy ul. Traugutta. W latach 90. XX w. z gdańskiego zboru wyodrębniły się m.in. zbory w Gdyni, Pruszczu Gdańskim i Zbór „Nowe Życie” oraz „Echo” w Gdańsku. W 2007 roku zbór otworzył klub osiedlowy dla dzieci na Biskupiej Górce.
Obiekt wsparty jest na 4 modrzewiowych kolumnach znajdujących się we wnętrzu oraz 12 filarów na zewnątrz i posiada wymiary 7 × 7 metrów (przekątna świątyni wynosi 12 m). Liczby te mają nawiązywać do tradycji biblijnych (4 ewangelistów, 12 apostołów, 7 błogosławieństw).
Od kwietnia 2012 roku w ramach zboru „Radość Życia” (oprócz opisywanego kampusu „Gdańsk Śródmieście”) funkcjonuje także drugi kampus pn. „Gdańsk Północ”, zlokalizowany pierwotnie w klubie osiedlowym „Feluka” na gdańskiej Żabiance, a od stycznia 2015 w Ergo Arenie. Z tym kampusem związany był też klub „Radość Życia” przy ul. Gdyńskiej 6.
Zborowi przewodzili kolejno: Sergiusz Waszkiewicz (1947–1981), Anatol Matiaszuk (1981–1988), Jan Krauze (1986, 1988) i Józef Suski (1989–2005). Kolejnym pastorem został prezb. Tomasz Ropiejko, a pastorem pomocniczym – diak. Tomasz Chaciński. Pastorem Kampusu Północ jest diak. Szymon Wolniak.
Na koniec 2010 roku zbór skupiał 461 wiernych, w tym 255 ochrzczonych członków.
Organizowane są spotkania dla studentów „Petra”, mężczyzn i kobiet. Zbór prowadzi także zajęcia religii dla dzieci i młodszej młodzieży w ramach „Odkrywców” (d. „Szkoła Niedzielna”) oraz spotkania dla młodzieży „Ponad”. Od 1997 do 2015 roku zbór organizował ogólnopolski „Zimowy Zjazd”, coroczne rekolekcje i koncerty dla młodzieży. Od 2016 do 2019 roku konferencja ta odbywała się jako „Exodus Conf”.